# De Leiegouw (tijdschrift)
De Leiegouw is een heemkundig tijdschrift dat sinds 1958 in Kortrijk verschijnt . Het wordt gepubliceerd door vereniging voor geschied-, taal- en volkskundig onderzoek De Leiegouw.

## Geschiedenis
Bij haar oprichting in 1958 begon De Leiegouw een gelijknamig tijdschrift uit te geven.

## Inhoud
De inhoud van het tijdschrift bevat onder meer artikels over de geschiedenis van de voormalige kasselrij Kortrijk. Achteraan zijn ook steevast kroniekstukken en boekbesprekingen opgenomen.

## Redactiesecretarissen
- Frans Debrabandere
- Niklaas Maddens

## Periodiciteit
Verschijnt zesmaandelijks.